# ريك سانشيز (ريك ومورتي)
ريك سانشيز (بالإنجليزية: Rick Sanchez) هو أحد بطلين مسميين من مسلسل الرسوم المتحركة التليفزيوني من إنتاج أدلت سويم «ريك ومورتي». ابتكرت من قبل جستين رويلاند ودان هارمون، سانشيز هو كاره للبشر وكحولي عالم مستوحاة من إيميت "دوك" براون من العودة إلى المستقبل ومستر رائع من مارفل كومكس. اشتهر بسلوكه المتهور والعدمي وشخصيته المتشائمة، وقد لقيت هذه الشخصية استقبالاً جيداً. إنه عالم مجنون غير اجتماعي يبدو أنه يعرف كل شيء في الكون وبالتالي يجد الحياة تجربة مؤلمة وغير مجدية. ومع ذلك، على الرغم من افتراض أنه أذكى شخص في الكون، فقد كانت هناك أوقات كان فيها على خطأ.
يشار إليه رسمياً باسم ريك سانشيز C-137 من قبل مجلس ريكس عبر الأبعاد، في إشارة إلى كونه الأصلي "C-137". تم التعبير عن كل من ريك ومورتي بواسطة رويلاند. المجلد 1 من سلسلة ريك ومورتي الكوميدية يتبع Rick and Morty of Dimension C-132 بينما تتبع معظم حلقات الأقساط اللاحقة Rick and Morty of "C-137" تتبع لعبة الفيديو Pocket Mortys لعبة Rick and Morty من C-123.

## سيرة شخصية خيالية
ريك سانشيز من البعد الأرضي C-137 هو والد بيث سميث وجد مورتي سميث وسمر سميث. يقال إنه كان بعيداً عن العائلة لعدة سنوات قبل أحداث العرض. وكثيرا ما يسافر في مغامرات عبر الفضاء، وزيارة الكواكب وغيرها من الأبعاد مع حفيده مورتي. في الموسم الثالث من العرض، تم الكشف عن أنه يبلغ من العمر 70 عاماً.
في حلقة «اختراعات "ريك" يجب أن تكون مجنونة»، يكشف ريك أنه يشغّل سيارته الطائرة ببطارية تحتوي على عالم مصغر، أو غلاف صغير، يوفر سكانه دون علمهم الكهرباء المطلوبة. توقف السكان عن فعل ذلك بعد أن فعل أحد علمائهم الشيء نفسه لكونه، واكتشف أن هذا ما فعله ريك بكونه. يدمر ريك بلا رحمة الكون المصغر داخل كونه المصغر، ويقتل كل من بداخله. مع اقتراب نهاية الحلقة، يعرف ريك أن غلافه الصغير سيشغل بطاريته، أو أنه سيتخلص منها ويخلق واحدة جديدة.
تم تصوير ذكاء ريك ليتجاوز ذكاء الكائنات الميتافيزيقية، كما هو موضح في حلقة «انتقام "ريك"»، حيث يتفوق على الشيطان.
يكشف ريك عن ازدرائه للحب في حلقة «جرعة "ريك" السحرية رقم 9»، حيث يدعي أنه «تفاعل كيميائي يجبر الحيوانات على التكاثر». عندما يحول ريك ومورتي جميع البشر على الأرض بشكل لا رجعة فيه باستثناء أفراد عائلاتهم، فإنهم يتخلون عن بُعدهم الأصلي، بعد الأرض C-137، (وعائلتهم في هذا البعد) من أجل بُعد جديد. يحدد ريك مكاناً تخلصت فيه النسخة البديلة من نفسه من الضرر الذي أحدثته جرعة الحب، ولكن حيث قُتل ريك ومورتي من البعد الجديد، مما سمح لطائرة ريك ومورتي C-137 بأن تحل محلها. على الرغم من صدمة مورتي فيما يتعلق بهذه المعرفة، فإن ريك لا يبالي بالانتقال إلى البعد الجديد.
في حلقة «مواجهة "ريك" مع أشباهه»، بعد مقتل العديد من ريكس بأبعاد مختلفة، يتهم مجلس ريكس العابر للأبعاد ريك C -137 ويأمر بالقبض عليه. يجد ريك C -137 نفسه مأسوراً من قبل ريك "الشرير"، ولكن يتم إنقاذه بواسطة فيلق من مورتيز ذات البعد البديل بقيادة مورتي C -137.
في العرض الأول للموسم الثاني، "تصدع في الوقت"، كاد ريك أن يضحي بنفسه لإنقاذ مورتي، لكنه ينقذ حياته عندما يدرك أن القيام بذلك ممكن. في حلقة "أغنية "ضبط النفس""، تم الكشف عن أن ريك كان ذات مرة في فرقة موسيقى الروك تسمى Flesh Curtains، إلى جانب بيردبيرسن وسكوانتشي. في حلقة "مشكلة كبيرة مع "سانشيز""، ينقل ريك وعيه إلى نسخة أصغر منه، يسميها "ريك الصغير". سرعان ما يشعر بالقلق في جسده الجديد، ويتمكن من العودة إلى شكله الحقيقي القديم، ويقتل مجموعة من الحيوانات المستنسخة الأخرى التي أنتجها. في خاتمة الموسم الثاني، زفاف على كوكب "سكواتش""، يحضر ريك وعائلته حفل زفاف بيردبيرسن، حيث تتعرض عروسه تامي للخيانة والقتل على يد تامي مزيفة، وهي عميلة مزدوجة في اتحاد المجرات. تُجبر العائلة على العيش في كوكب صغير بشكل غير عادي يشبه الأرض، حيث لا يمكنهم العودة إلى الأرض بسبب وضع ريك كمجرم مطلوب. يحول ريك نفسه إلى الاتحاد للسماح لأسرته بالعودة إلى ديارهم، وهو مسجون في سجن الكوكب بتهمة ارتكاب "كل شيء". ولكن في العرض الأول للموسم الثالث "خلاص ريك"، من خلال إخراج مجلس ريكس مع إنقاذ مورتي وسمر، تم الكشف عن أن ريك سلم نفسه بالفعل للوصول إلى الكمبيوتر العملاق التابع للاتحاد والقضاء عليه مالياً. يقنع ريك أيضاً بيث بشكل غير مباشر بتطليق جيري لمحاولته إقناع العائلة ببيعه.
تُظهر الحلقة الأولى من المسلسل الثالث للمسلسل «خلاص ريك» أصلاً محتملاً لريك، حيث كان عالماً حسن النية أحب زوجته ديان وابنته بيث، لكن التقى بأحد أعضاء المجلس. ريكس أثناء اختباره الأولي لنموذج أولي لبندقية بوابة متعددة الأبعاد، والذي قدم له سر إنشاء الجهاز والانضمام إلى المجلس. بعد فترة وجيزة من رفضه، وتعهده بترك العلم إلى الأبد، تم إرسال قنبلة عبر بوابة، مما أسفر عن مقتل ديان وبيث. يدعي ريك أن هذه كانت ذكرى مزيفة ابتكرها من أجل خداع محققه لزرع فيروس في جهاز قراءة العقل الذي كان متصلاً به، مما يسمح له باختطاف جسده والهروب من سجن الاتحاد. في نهاية الحلقة، أصر ريك مرة أخرى، في صخب لمورتي، على أن وفاة زوجته وابنته كانت ذكرى مزيفة.
لعبارة الشهيرة لريك هي "Wubba Lubba Dub-Dub"، وقد تم تقديمها لأول مرة في حلقة «ميسيكس والتدمير». في لغة بيردبيرسن الأصلية، تُترجم العبارة الرئيسية إلى «أنا أشعر بألم شديد. الرجاء مساعدتي».

## الشخصية
لقد قيل أن ريك هو النموذج الأصلي الذكوري السام، «العبقري المعذب الذي هو وحيد ولا يهتم لأن المشاعر مبالغ فيها».
في الحلقة التجريبية، تم الكشف عن أن ريك ملحد، حيث أخبر سمر أنه «لا يوجد إله» قال هارمون إن «لاسلطوية» هو وصف أيديولوجي وثيق لريك.

## تطوير
تم إنشاء الشخصية بواسطة جوستين رويلاند ودان هارمون، اللذين التقيا لأول مرة في القناة 101 في أوائل العقد الأول من القرن الحادي والعشرين. في عام 2006، ابتكر رويلاند The Real Animated Adventures of Doc and Mharti، وهو فيلم رسوم متحركة قصير يسخر من شخصيات العودة إلى المستقبل ايميت براون ومارتي ماكفلاي، ومقدمة لريك ومورتي. تم طرح فكرة ريك ومورتي، في شكل Doc و Mharti، إلى أدلت سويم، وتم تطوير الأفكار الخاصة بعنصر الأسرة وريك كونه جداً لمورتي. يعتبر رويلاند أن صوته لريك هو «انطباع هوس رهيب لدوك براون».

## الإستقبال
تلقت الشخصية استقبالا إيجابيا. في حديثه عن قابلية ريك للإعجاب وقابلية الإعجاب، صرح دان هارمون «لقد كنا جميعاً ريك. لكن ريك لديه سمكة أكبر ليقليها من أي شخص آخر. إنه يفهم كل شيء أفضل منا. لذا فأنت تمنحه الحق في أن يكون منهكاً ورفضاً ونرجسياً ومعتلاً اجتماعياً». كتبت إميلي جوديت من معكوس أن المعجبين «أصبحوا يحبون [ريك] على مدى موسمين من المغامرات السيئة».
أشار ديفيد سيمز من ذا أتلانتيك إلى «اللاأخلاقي المريرة» لريك ووصف الشخصية «بالعبقرية التي تعتقد بشكل مريح في نفسها على أنها أذكى رجل في الكون ولا ترتكز إلا على تعاطفه مع الآخرين، والذي يحاول قمعه قدر الإمكان» لذلك فإن كتابة أن نكران الذات لريك في نهاية حلقة «زفاف على كوكب "سكواتش"» هو «أكثر تطور ممكن مفاجأة». كتب زاك هاندلين من إيه. في. كلوب أن «[ريك] أدرك ببطء أنه يحب أحفاده وابنته (وتسامح مع صهره) بغض النظر عن عدد المرات التي أقسم فيها عليهم، مما ساعد على إعطاء الشخصية بعض العمق اللازم»، وذلك «وراء كل العبارات والطاقات المجنونة. . . هناك شيء القتلى وحزينة ومارس الجنس في الرجل».

### في الثقافة الشعبية
في الحلقة الأولى من الموسم الثالث، «خلاص ريك»، أظهر ريك اهتماماً كبيراً بصلصة سيشوان ويصر على أن دافعه في الحياة هو «العثور على صلصة ماكنوجيت» تسبب في اهتمام الجمهور بإعادة الصلصة إلى مطاعم ماكدونالدز القائمة، مع محاولة بعض المعجبين إعادة إنشاء الصلصة بأنفسهم. وفقاً لصحيفة يو إس إيه توداي، صرح المتحدث باسم ماكدونالدز، تيري هيكي، «لا نقول أبداً أبداً، لأنه عندما يتحدث عملاؤنا، فإننا نستمع. ولإعادة صياغة بعض أكثر المعجبين حماسة لدينا، فإن الصلصة التي نقدمها جيدة جداً بحيث تستحق الانتظار 9 مواسم أو 97 عاماً.»
في مارس 2019، أكد مايكل دوجيرتي، غودزيلا: ملك الوحوش، أن شخصية Monarch crypto- أخصائية التصوير الصوتي Dr.Rick Stanton، التي يلعبها برادلي ويتفورد، تستند إلى ريك سانشيز من ريك ومورتي، مع شخصية دوجيرتي "الشراب" كثيراً "للحفاظ على الطابع يتماشى مع روح سانشيز.

## وصلات خارجية
- ريك سانشيز (ريك ومورتي) في قاعدة بيانات الأفلام على الإنترنت